# Drie Oud-Hollandse taferelen (Van Lijnschooten)
Drie Oud-Hollandse taferelen is een compositie voor harmonieorkest of fanfareorkest van de Nederlandse componist Henk van Lijnschooten. Het werk bestaat uit drie delen: Fanfare van de Poortwachters, Oud Friese Bruidsdans en Een Kalemanden rok.